# 10 років Конституції України (срібна монета)
«10 ро́ків Конститу́ції Украї́ни» — срібна ювілейна монета номіналом 10 гривень, випущена Національним банком України, з нагоди відзначення 10-ї річниці прийняття Конституції України.
Монету введено в обіг 26 червня 2006 року. Вона належить до серії «Відродження української державності».

## Опис монети та характеристики
| Номінал грн. | Метал            | Маса, г      | Діаметр, мм | Якість виготовлення | Гурт     | Тираж, штук |
| ------------ | ---------------- | ------------ | ----------- | ------------------- | -------- | ----------- |
| 10           | срібло 925 проби | 31,1 / 33,62 | 38,6        | пруф                | рифлений | 5 000       |

### Аверс
На аверсі монети угорі розміщено малий Державний Герб України та нижче — написи: «НАЦІОНАЛЬНИЙ/ БАНК/ УКРАЇНИ/ 2006/ 10/ ГРИВЕНЬ»; малий Державний Герб України та номінал монети — в оточенні стилізованих квітів; також розміщено позначення металу, його проби — «Ag 925» і вага в чистоті — «31,1». На монеті розміщено логотип Монетного двору.

### Реверс

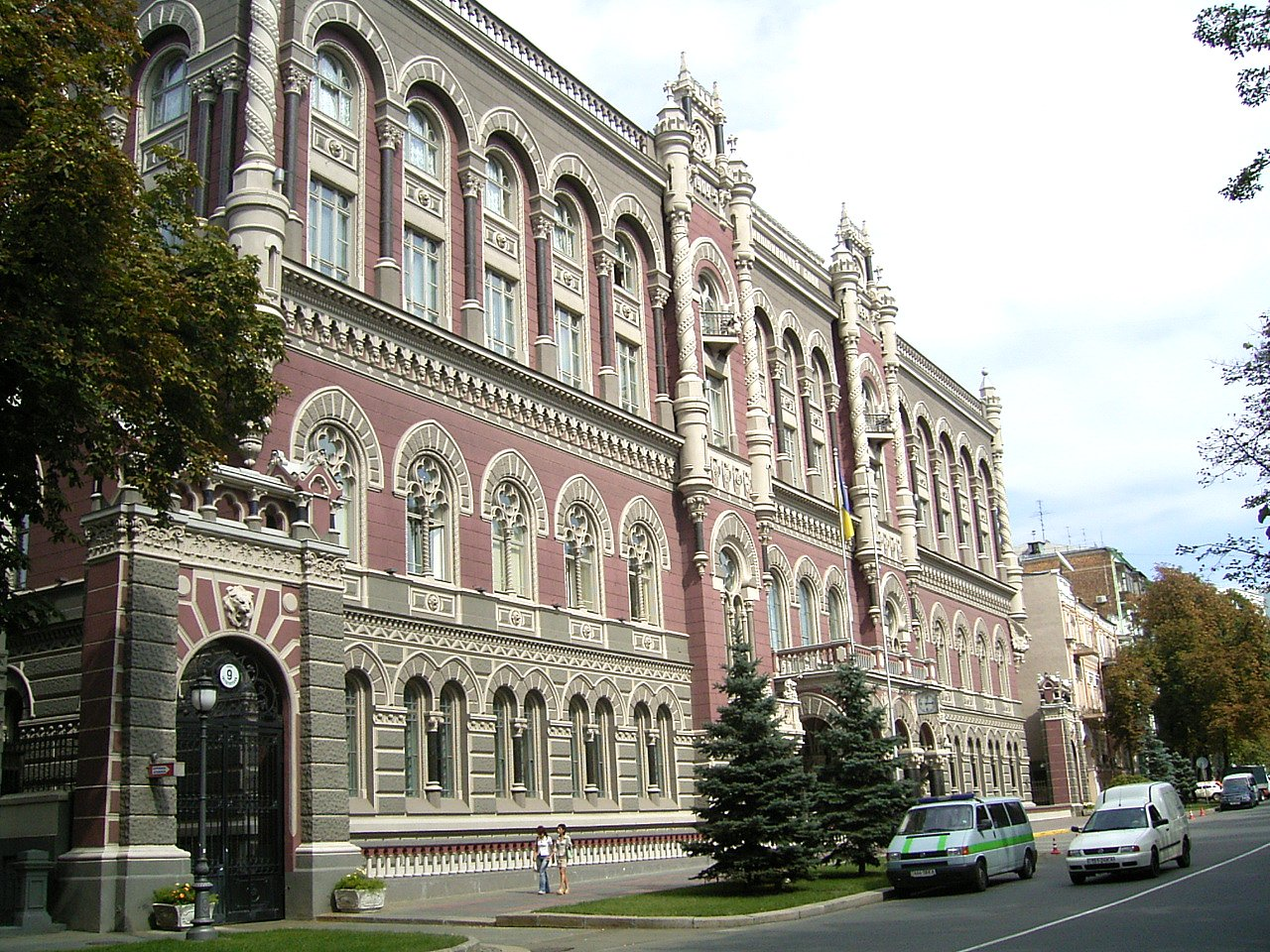
Будівля Національного банку України

На реверсі монети зображено базу колони як символ закону в оточенні стилізованого орнаменту, розміщено написи: «КОНСТИТУЦІЯ/ УКРАЇНИ» — над колоною та «28/ ЧЕРВНЯ/ 1996» — на стрічці, яка перетинає колону.

## Автори
- Художники: Таран Володимир, Харук Олександр, Харук Сергій (аверс), Іваненко Святослав (реверс).
- Скульптори: Чайковський Роман, Іваненко Святослав.

## Вартість монети
Ціна монети — 769 гривень, була вказана на сайті Національного банку України у 2016 році.
Фактична приблизна вартість монети з роками змінювалася так:
| Рік        | 2010 | 2011 | 2012 | 2013 | 2014 | 2015 | 2016 | 2017 | 2018 | 2019 | 2020 | 2021  | 2022  | 2023  | 2024  | 2025  |
| ---------- | ---- | ---- | ---- | ---- | ---- | ---- | ---- | ---- | ---- | ---- | ---- | ----- | ----- | ----- | ----- | ----- |
| Ціна, грн. | 370  | 450  | 500  | 450  | 400  | 600  | 680  | 800  | 760  | 690  | 700  | 1 300 | 1 800 | 3 400 | 5 900 | 4 400 |